# Соломон Август Андре
Вижте пояснителната страница за други личности с името Андре.
Соломон Август Андре (на шведски: Salomon August Andrée) е шведски инженер, летец, полярен изследовател.

## Биография

### Младежки години (1854 – 1880)
Роден е на 18 октомври 1854 година в Грена, Швеция. През 1874 се дипломира като машинен инженер от Кралския технологичен институт в Стокхолм. През 1876 участва като портиер на шведското представителство на изложението във Филаделфия, САЩ, където прочита изключително интересна книга за въздухоплаването, която мечта той следва до края на живота си. След завръщането си в Швеция открива магазин за машинни части, където работи до 1880 г., но бизнесът му е неуспешен и си търси друга работа.

### Изследователска дейност (1880 – 1897)
От 1880 до 1882 е сътрудник в Кралския технологичен институт, а през 1882 – 1883 участва в шведската научна експедиция до Шпицберген, водена от Нилс Екхолм, като Андре изследва методите и начините за използване на вятъра за производство на електроенергия.
С подкрепата на Кралската шведска академия на науките и финансиран от краля Оскар II и Алфред Нобел Андре се заема да осъществи първия полет с балон до Северния полюс.
През 1896 прави неуспешен опит да излети от западната част на Шпицберген, но вятърът не му позволява да излети. На 11 юли 1897 заедно с инженер Кнут Френкел и фотографа Нилс Стриндберг излита от Шпицберген с балон „Орел“. Аеростатът е с обем 4531 куб. м и бива снабден с платно, което е включено към сложната система от въжета. Именно с тази система е планирано да се управлява летателният апарат. При издигането се скъсват три въжета и балонът практически става неуправляем. Задвижен от попътния вятър „Орел“ прелита в североизточна посока 480 км, издигайки се на значителна височина. На 14 юли Андре решава да прекрати полета. Балонът пада върху леда на 800 км далеч от целта на експедицията – Северния полюс. Оттам тримата пътешественици с три шейни и една лодка тръгват по леда на юг към архипелага Земя на Франц Йосиф, но след седмица установяват, че ледовете ги носят на запад, те променят намеренията си и се насочват към Шприцберген. На 22 юли, след едноседмична подготовка, пътешествениците се отправят пеша към нос Франц Йосиф, където имало склад с храна за експедицията. Пътят по плаващите ледове бива изключително труден. Въпреки липсата на храна, студа и умората, по време на този поход пътешествениците не прекратяват своите научни изследвания. Те правят множество астрономически и метеорологични наблюдения, а в дневниците си описват и срещнатите животни.
В края на септември 1897 достигат южния бряг на остров Квитоя (в превод: „Бял остров“, Свалбард и Ян Майен) на изток от Шпицберген. Издигнат палатка и започват да строят къща. Там те се подготвят за зимуване като си набавят месо от убити бели мечки, но именно то, със съдържащите се в него трихинелозни бактерии, стават причина за смъртта на изследователите.
След 33 години, на 6 август 1930 г., последният лагер на експедицията, предвождана от Соломон Андре, е открит от екипажа на шведския кораб „Братвог“. Намерените на мястото документи доказват, че Андре, Френкел и Стриндберг умират в средата на октомври 1897 г. През октомври 1980 останките на смелите въздухоплаватели са придружени с почетен ескорт до Швеция.

## Памет
Неговото име носят земя в Гренландия и земя, два носа и остров в архипелага Шпицберген.